# Толідо
Толідо (англ. Toledo) — місто (англ. city) в США, в окрузі Лукас на північному заході штату Огайо у західному куті озера Ері на межі зі штатом Мічиган. Населення — 270 871 особа (2020). агломерації — 672 220 (2009 рік). Площа міста 218 км².
Толідо й його передмістя глибоко пов'язані з північною 6-мільйонною агломерацією Детройта-Віндзора і також входять до складу Великоозерного мегаполіса.

## Історія
Європейські поселенці вперше з'явилися 1794 року після поразки американських індіанців від військ США у битві Фолен-Тімберс, що закінчила Північно-західну індіанську війну. Місцевість знову почала заселятися 1817 року після спустошення спричиненого Англо-американською війною 1812–1815. Тоді на лівому березі річки Маюпі були засновані два поселення Форт-Лоуренс й Вістула, що об'єдналися 1833 року. Після майже безкровної Толідської війни 1835-36 років між штатами Огайо й Мічиган за Толідську смугу (1210 км²) місто Толідо відійшло штату Огайо. Місто швидко зросло після побудови каналу Маямі-Ері й перехрестя його залізницею з Нью-Йорка на Чикаґо. Це визначило подальшу промислову долю міста знаного виробництвом скла й авточастин.

## Географія
Толідо розташоване за координатами 41°39′51″ пн. ш. 83°34′55″ зх. д. / 41.66417° пн. ш. 83.58194° зх. д. (41.664071, -83.581861).  За даними Бюро перепису населення США в 2010 році місто мало площу 217,88 км², з яких 208,99 км² — суходіл та 8,89 км² — водойми.

### Клімат
У місті Толідо вологий континентальний клімат. Середньодобова температура липня +23 °C, січня — −5 °C. Опадів 844 мм на рік.
| Клімат : Толідо                                                       | Клімат : Толідо | Клімат : Толідо | Клімат : Толідо | Клімат : Толідо | Клімат : Толідо | Клімат : Толідо | Клімат : Толідо | Клімат : Толідо | Клімат : Толідо | Клімат : Толідо | Клімат : Толідо | Клімат : Толідо | Клімат : Толідо |
| Показник                                                              | Січ.            | Лют.            | Бер.            | Квіт.           | Трав.           | Черв.           | Лип.            | Серп.           | Вер.            | Жовт.           | Лист.           | Груд.           | Рік             |
| Абсолютний максимум, °C                                               | 21,7            | 21,7            | 29,4            | 31,7            | 36,7            | 40,0            | 40,6            | 39,4            | 37,8            | 33,3            | 26,7            | 21,1            | 40,6            |
| Середній максимум, °C                                                 | 0,3             | 2,2             | 8,3             | 15,6            | 21,7            | 27,1            | 29,2            | 27,9            | 24,1            | 17,1            | 9,8             | 2,4             | 15,6            |
| Середній мінімум, °C                                                  | −7,6            | −6,3            | −2,1            | 3,7             | 9,2             | 14,6            | 16,9            | 16,1            | 11,6            | 5,4             | 0,7             | −4,9            | 4,8             |
| Абсолютний мінімум, °C                                                | −28,9           | −28,3           | −23,3           | −13,3           | −3,9            | 0,0             | 4,4             | 1,1             | −3,3            | −9,4            | −16,7           | −28,3           | −28,9           |
| Середня кількість сонячних годин на місяць                            | 126,0           | 142,2           | 183,7           | 213,7           | 265,9           | 288,2           | 299,3           | 263,7           | 220,3           | 180,4           | 106,5           | 90,2            | 2380            |
| Норма опадів, мм                                                      | 52              | 53              | 63              | 81              | 91              | 91              | 82              | 80              | 71              | 66              | 73              | 68              | 870             |
| Днів з опадами                                                        | 12,7            | 10,2            | 11,8            | 12,0            | 12,0            | 10,2            | 9,8             | 9,2             | 9,7             | 10,0            | 11,4            | 13,1            | 132,1           |
| Днів зі снігом                                                        | 9,3             | 7,3             | 4,9             | 1,4             | 0,1             | 0               | 0               | 0               | 0               | 0,2             | 2,3             | 7,9             | 33,4            |
| Вологість повітря, %                                                  | 74.2            | 72.9            | 70.5            | 66.2            | 66.3            | 69.0            | 71.8            | 75.6            | 76.2            | 72.5            | 75.6            | 78.6            | 72.4            |
| --------------------------------------------------------------------- | --------------- | --------------- | --------------- | --------------- | --------------- | --------------- | --------------- | --------------- | --------------- | --------------- | --------------- | --------------- | --------------- |
| Джерело: NOAA (relative humidity and sun 1961−1990) and Weather Atlas |                 |                 |                 |                 |                 |                 |                 |                 |                 |                 |                 |                 |                 |

## Демографія
Згідно з переписом 2010 року, у місті мешкало 287 208 осіб у 119 730 домогосподарствах у складі 68 364 родин. Густота населення становила 1318 осіб/км².  Було 138039 помешкань (634/км²).
Расовий склад населення:
| - 64,8 % — білих - 27,2 % — чорних або афроамериканців - 1,1 % — азіатів - 0,4 % — корінних американців - 2,6 % — осіб інших рас |

До двох чи більше рас належало 3,9 %. Частка іспаномовних становила 7,4 % від усіх жителів.
За віковим діапазоном населення розподілялося таким чином: 24,0 % — особи молодші 18 років, 63,9 % — особи у віці 18—64 років, 12,1 % — особи у віці 65 років та старші. Медіана віку мешканця становила 34,2 року. На 100 осіб жіночої статі у місті припадало 93,8 чоловіків;  на 100 жінок у віці від 18 років та старших — 90,6 чоловіків також старших 18 років.
Середній дохід на одне домашнє господарство  становив 44 974 долари США (медіана — 33 687), а середній дохід на одну сім'ю — 53 712 долари (медіана — 43 631). Медіана доходів становила 40 018 доларів для чоловіків та 32 776 доларів для жінок. За межею бідності перебувало 27,8 % осіб, у тому числі 40,3 % дітей у віці до 18 років та 12,2 % осіб у віці 65 років та старших.
Цивільне працевлаштоване населення становило 119 067 осіб. Основні галузі зайнятості: освіта, охорона здоров'я та соціальна допомога — 25,4 %, виробництво — 15,0 %, мистецтво, розваги та відпочинок — 12,3 %, роздрібна торгівля — 11,5 %.

## Економіка
У місті велике значення має порт, автомобільні підприємства Крайслера та Дженерал Моторс. Тут розміщені головні офіси Dana Corporation, Owens Corning й Owens Illinois.
У Толідо діє Толідський музей мистецтва, Балетний театр Толідо, толідський зоопарк, дендрарій Странахана.
Тут розміщено два великих університети: Університет Толідо (понад 23 тисячі студентів) та Державний університет Боулінг-Грін за 32 км південніше від Толідо у Боулінг-Крік (23 тисяч студентів).

## Персоналії
- Отто Крюґер (1885—1974) — американський актор німецького походження
- Дасті Андерсон ( 1918-2007) — американська акторка і модель.